# Zygoballus suavis
Zygoballus suavis är en spindelart som beskrevs av George William Peckham och Elizabeth Maria Gifford Peckham 1895. Zygoballus suavis ingår i släktet Zygoballus och familjen hoppspindlar. Inga underarter finns listade i Catalogue of Life.